# 沈恩敬
沈恩敬（1994年5月31日—），韓國女演員。2014年以20歲之齡主演電影《奇怪的她》榮獲大鐘獎影后提名及百想藝術大賞電影部門女子最優秀演技獎等多項大獎肯定，成為韓國影壇史上最年輕的影后得主，而獲得極高人氣。
近年來，沈恩敬除了在韓國發展之外也涉足日本影壇。更憑藉在電影《新聞記者》的精湛演出奪得2020年第43屆日本電影學院獎的最優秀主演女演員獎，是首度有外國演員榮膺日本影后，技驚日韓兩地。

## 演出作品

### 電視劇
- 2003年：MBC《大長今》
- 2004年：MBC《想結婚的女子》飾演 李欣宜（幼年）
- 2004年：SBS《張吉山（朝鲜语：장길산 (드라마)）》飾演 奉順（幼年）
- 2004年：MBC《紅豆麵包》飾演 韓佳蘭（幼年）
- 2004年：KBS《海神》
- 2005年：SBS《那夏天的颱風》飾演 姜秀敏（幼年）
- 2005年：SBS《我愛你，冤家（朝鲜语：사랑한다 웬수야）》飾演 金佳藍
- 2005年：MBC《秘密男女》
- 2005年：SBS《布拉格戀人》
- 2005年：KBS《641家族（朝鲜语：641 가족）》飾演 陳達萊
- 2006年：KBS《Drama City（朝鲜语：KBS 드라마시티）－花兒》飾演 花兒
- 2006年：KBS《黃真伊》飾演 黃真伊（幼年）
- 2006年：KBS《春天華爾茲》飾演 宋宜娜（幼年）
- 2007年：MBC《太王四神記》飾演 秀芝妮（幼年）
- 2008年：KBS 《太陽的女子》飾演 申度英（幼年）
- 2009年：KBS《慶淑，慶淑的爸爸（朝鲜语：경숙이 경숙아버지）》飾演 趙慶淑
- 2009年：MBC《泰熙慧喬智賢》飾演 沈恩敬
- 2010年：KBS《巨商金萬德》飾演 金萬德（少年）
- 2010年：SBS《壞男人》飾演 文遠茵
- 2014年：KBS《明日如歌》飾演 薛明日
- 2020年：tvN《金錢遊戲》飾演 李慧準
- 2020年：朝日電視台《七人的秘書》飾演 朴四朗
- 2021年：東京電視台《Anonymous-鍵盤殺人對策室-（日语：アノニマス〜警視庁“指殺人”対策室〜）》飾演 倉木（特別演出）
- 2021年：NHK《群青領域》飾演 金俊熙
- 2023年：TBS《如果能說100萬次就好了》飾演 宋夏英
- 2023年：wavve《朴河京旅行记》飾演 李真率（特別出演）
- 2025年：TVING《我死的一週前》飾演 高英賢（特別出演）

### 電影
- 2004年：《跳馬安重根（朝鲜语：도마 안중근）》飾演 安賢生
- 2007年：《驚駭糖果屋》飾演 金英稀
- 2009年：《不信地獄（朝鲜语：불신지옥）》飾演 昭珍
- 2010年：《無賴刑警（朝鲜语：반가운 살인자）》飾演 金河璘
- 2010年：《猜謎王》飾演 金如娜
- 2011年：《浪漫天堂（朝鲜语：로맨틱 헤븐）》飾演 少女金芬
- 2011年：《陽光姊妹淘》飾演 任娜美（少年）
- 2012年：《光海，成為王的男人》飾演 宮女詩月
- 2014年：《回到20歲》飾演 吳杜麗
- 2016年：《機器人，聲音（朝鲜语：로봇, 소리）》飾演 聲音（配音）
- 2016年：《父仇者》飾演 南熙珠
- 2016年：《屍速列車》飾演 喪屍少女（特別演出）
- 2016年：《起源：首爾車站》飾演 惠善（配音）
- 2016年：《競走女王（朝鲜语：걷기왕）》飾演 滿福
- 2017年：《被操縱的都市》飾演 尹余蔚
- 2017年：《特別市民》飾演 朴京
- 2018年：《念力》飾演 申陋微
- 2018年：《宮合》飾演 松花翁主
- 2019年：《新聞記者》飾演 吉岡
- 2019年：《在藍色時分飛翔（日语：ブルーアワーにぶっ飛ばす）》飾演 清浦麻美
- 2020年：《架空OL日記劇場版》飾演 素妍
- 2021年：《椿之庭（日语：椿の庭）》飾演 渚
- 2022年：《七個秘書THE MOVIE》飾演 朴四朗
- 2024年：《殺手們》飾演 珠恩／昭敏／雜誌模特兒／陽光[2]
- 待定：《星光灑落》飾演 李賢貞B

## 獎項紀錄
| 年度 | 頒獎典禮                     | 獎項                      | 作品               | 結果 |
| ---- | ---------------------------- | ------------------------- | ------------------ | ---- |
| 2006 | 第20屆KBS演技大賞            | 女子青少年演技獎          | 《黃真伊》         | 獲獎 |
| 2008 | 第22屆KBS演技大賞            | 女子青少年演技獎          | 《太陽的女子》     | 獲獎 |
| 2010 | 第31屆青龍電影獎             | 最佳新人女演员            | 《猜謎王》         | 提名 |
| 2010 | 第47屆大鐘獎                 | 最佳新人女演员            | 《無賴刑警》       | 提名 |
| 2011 | 第47屆百想藝術大獎           | 電影部門 女子新人演技獎   | 《無賴刑警》       | 提名 |
| 2011 | 第47屆百想藝術大獎           | 電影部門 女子人氣賞       | 《無賴刑警》       | 提名 |
| 2011 | 第48屆大鐘獎                 | 最佳女配角                | 《浪漫天堂》       | 獲獎 |
| 2012 | 第48屆百想藝術大獎           | 電影部門 女子最優秀演技獎 | 《陽光姊妹淘》     | 提名 |
| 2012 | 第48屆百想藝術大獎           | 電影部門 女子人氣獎       | 《陽光姊妹淘》     | 提名 |
| 2014 | 第50屆百想藝術大賞           | 電影部門 女子最優秀演技賞 | 《奇怪的她》       | 獲獎 |
| 2014 | 第50屆百想藝術大賞           | 電影部門 女子人氣賞       | 《奇怪的她》       | 提名 |
| 2014 | 第51屆大鐘獎                 | 最佳女主角                | 《奇怪的她》       | 提名 |
| 2014 | 第14屆导演选择奖             | 最佳女主角                | 《奇怪的她》       | 獲獎 |
| 2014 | 第19屆春史電影獎             | 最佳女主角                | 《奇怪的她》       | 獲獎 |
| 2014 | 第35屆青龍電影獎             | 最佳女主角                | 《奇怪的她》       | 提名 |
| 2014 | 第23屆釜日電影獎             | 最佳女主角                | 《奇怪的她》       | 獲獎 |
| 2014 | 第18屆富川國際奇幻電影節     | 最佳女主角                | 《奇怪的她》       | 獲獎 |
| 2014 | 第1屆韓國電影製作人協會獎    | 最佳女主角                | 《奇怪的她》       | 獲獎 |
| 2014 | 第10屆堤川國際音樂電影節     | 音樂電影演員獎            | 《奇怪的她》       | 獲獎 |
| 2016 | 第53屆大鐘獎                 | 最佳女主角                | 《等著你》         | 提名 |
| 2019 | 第29屆多摩電影論壇獎         | 最佳新人女演員            | 《新聞記者》       | 獲獎 |
| 2020 | 第43屆日本電影學院獎         | 最優秀主演女優賞          | 《新聞記者》       | 獲獎 |
| 2020 | 第74屆日本映畫鑑賞團體協會獎 | 最佳女主角                | 《新聞記者》       | 獲獎 |
| 2020 | 第39屆每日電影獎             | 最佳女主角                | 《新聞記者》       | 獲獎 |
| 2020 | 第39屆每日電影獎             | 最佳女配角                | 《在藍色時分飛翔》 | 提名 |
| 2020 | 第34屆高崎電影節             | 最佳女主角                | 《在藍色時分飛翔》 | 獲獎 |

## 外部連結
- 沈恩敬的Instagram帳戶
- 沈恩敬在NAVER上的资料
- 沈恩敬在韩国电影数据库（KMDb）上的資料（韓語）
- 沈恩敬在互联网电影资料库（IMDb）上的資料（英文）（英文）
- 沈恩敬在HanCinema的頁面（英文）（英文）